# Fantastyczny pan Lis
Fantastyczny pan Lis (ang. Fantastic Mr. Fox) – film animowany produkcji 20th Century Fox z 2009 roku. Ekranizacja książki Roalda Dahla pod tym samym tytułem.

## Obsada głosowa
- Meryl Streep jako Pani Lis
- George Clooney jako Pan Lis
- Bill Murray jako Borsuk
- Jason Schwartzman jako Ash
- Jarvis Cocker jako Petey
- Owen Wilson
- Willem Dafoe jako Szczur
- Brian Cox jako Boggis
- Adrien Brody jako Bunce
- Michael Gambon jako Bean

## Odbiór

### Box office
Przy budżecie szacowanym na 40 milionów dolarów Fantastyczny pan Lis zarobił w USA i Kanadzie 21 milionów, a w pozostałych krajach równowartość 25,5 mln USD; łącznie 46,5 miliona.

### Reakcja krytyków
Film spotkał się z dobrą reakcją krytyków. W agregatorze recenzji Rotten Tomatoes 93% z 246 recenzji uznano za pozytywne, a średnia ocen wystawionych na ich podstawie wyniosła 7,90. Z kolei w agregatorze Metacritic średnia ważona ocen z 34 recenzji wyniosła 83 punkty na 100.